# 오광선
오광선(吳光鮮, 1896년 5월 13일~1967년 5월 3일)은 한국의 독립운동가이다.
남만주 신흥무관학교(新興武官學校)를 졸업하고 서로군정서(西路軍政署) 제1대대 중대장을 비롯하여 1920년 신흥무관학교 교관, 지냈다. 서로군정서의 경비대장으로 독립군을 인솔하고 노령으로 이동하였다가 자유시참변에 연루되어 적군(赤軍)에 붙잡혀 6개월간 복역하던 중 시베리아형무소에서 탈출하였다. 1930년에 결성된 한국독립당(韓國獨立黨)의 의용군 중대장으로 활약하였다. 1936년 북경에 파견되어 비밀공작대를 조직하고 일본 관동군 참모장이었던 도이하라 겐지(土肥原賢仁) 암살을 준비하였다. 1937년 1월 베이징[北京]에서 일제에 피체되어 신의주형무소에서 옥고를 치르고 1940년 11월 출옥하였다. 1945년 광복 후 귀국하여 광복군 국내지대장(國內支隊長)을 지냈고, 한국군 육군대령으로 임관되어 준장으로 예편하였다.

## 생애

### 요약
1896년 5월 13일 경기도 죽산군 원삼면 어현(현 용인시 처인구 원삼면 죽능리 어현마을)에서 출생한 오광선(吳光鮮) 독립운동가는 어려서부터 부친 오인수(포수 출신)의 독립운동 활동을 보고 자신 또한 삼악학교 소학과를 졸업하고 의병활동에 참여하였다. 만주, 중국 관내, 광복 후 국내에서 다양한 활동을 하였으며 1950년 6.25전쟁이 발발하자 국군에 합류하여 전주지구위수사령관을 8년 동안 지낸 후 준장으로 예편하였다. 이후 1967년 5월 3일 서울특별시 동대문구 이문동에서 병사했다. 독립운동부터 6.25전쟁에 참여하는 등 대한민국을 위해 한평생을 다한 오광선 독립운동가는 1962년 건국훈장을 수여받았으며 1967년에는 그의 유해를 국립서울현충원 애국지사 묘역에 안장하였다.

### 항일운동[2]

#### 본명과 개명이유
중국에서의 항일 활동. 한국광복군 국내지대장, 제주도 병사구사령관. 육군 준장 예편. 경기도 용인에서 오인수(吳寅秀)의 장남으로 태어나 본명은 오성묵(吳性默)이다. 후일 만주에서 독립운동에 몸을 던지면서 조선을 광복(光復)하겠다고 해서 오광선으로 개명하였다.

#### 가계
그의 조상에는 병자호란(丙子胡亂) 당시 부교리(副校理)인 오달제(吳達濟)가 있었다. 오달제는 주화파(主和派)인 최명길(崔鳴吉)을 탄핵하고 반대하여 청나라 심양으로 이송되어 온갖 협박과 유혹에도 굴복하지 않아 윤집(尹集), 홍익한(洪翊漢)과 함께 처형당한 삼학사(三學士)의 한 사람이다. 그의 부친 오인수는 포수(砲手)로서 선조의 정기를 이어받아 경기도에서 정원욱(鄭元郁)이 항일의병을 일으키자 중군장(中軍將)이 되어 일본군에 저항하던 중 일진회(一進會)의 송종헌(宋鍾憲：매국노 송병준의 아들)에게 체포당하였다. 그의 집 애견(愛犬)도 주인을 살리고자 주구(走狗)들을 물리치고자 물어뜯으면서 싸우다가 놈들이 칼에 죽고 말았다. 당시 11세인 오광선 소년은 의견(義犬)을 묻으면서 복수하겠다는 다짐을 굳게 하고 몹씨 눈물을 흘렸다고 한다. 오인수 의병은 8년형을 선고받아 서대문형무소에 갇히고 오광선은 향리에서 삼악(三岳) 소학교를 마쳐 더욱 배우러 서울로 올라갔다.

#### 중국에서의 활동
은사인 장지영(張志瑛) 선생과 의논 끝에 1915년 가을 중국으로 망명, 국립 보정(保定)군관학교에 입학했으나 이듬 해 신흥무관학교에 편입학한 후 1918년에 졸업했다. 이 신흥무관학교에는 세 명의 유명한 교관이 있었는데 김광서(金光瑞：일본육사 출신)는 김경천(金擎天)으로, 지대형(池大亨)은 이청천(李靑天：일본육사 출신)으로, 신팔균(申八均)은 신동천(申東天：한말의 군인)으로 개명, 이들을 남만삼천(南滿三天)이라 하여 독립군 양성에 이름을 날렸다. 오광선도 교관의 한 사람으로서 이청천과 가까워 둘의 인연은 광복 후에까지 이어졌다.
1918년 서로군정서(西路軍政署) 제1대대 중대장을 비롯하여 1920년 신흥무관학교 교관, 독립군 제1대대 제3중대장, 제1대대장, 서로군정서 별동대장을 지냈다. 서로군정서의 경비대장으로 독립군을 인솔하고 노령(露領)으로 이동하였다가 적군(赤軍)에 붙잡혀 6개월간 복역하던 중 시베리아 형무소에서 탈출하였다.
1930년에 결성된 한국독립당(韓國獨立黨)의 의용군 중대장으로 활약하다가, 1934년 김구(金九)가 중국군측과 교섭하여 뤄양군관학교(洛陽軍官學校)에 한국인훈련생 특별반을 설치하자, 지청천(池靑天)ㆍ이범석(李範奭) 등과 더불어 교관으로 독립군 간부를 양성하였다. 1935년 동북 항일 한중연합군 독립대대장을 지냈다. 
1936년에는 김구의 지시로 베이징에 파견되어 금은방을 차려놓고 비밀활동을 한다. 오광선은 일본 관동군 참모장 도이하라 중장 암살을 준비하고 있다가, 일제에 체포된 다른 공작원이 발설을 하는 바람에 일본 경찰의 기습을 받는다. 이후 신의주 감옥에서 2년간 복역하던 중 쓰러져 사망한 것으로 오인되어 밖으로 버려졌으나, 의식을 회복해 구사일생으로 살아났다. 그러나 곧바로 만주의 독립군에 합류하면서 가족과는 해방 때까지 재회하지 못하였다. 그러는 동안 안중근의 형 안공근이 오광선 가족의 생활비를 대 주기도 했다.
만주에서 1945년 8월 16일 '조국이 광복되었다'는 정찰병(偵察兵)으로부터 보고를 받고 하르빈에 도착하고 보니 도처에서 일본인과 군인들의 학살 장면을 목격하고 대석하(大石河)에 사시던 노모(老母)가 조국으로 향하였다는 소식도 듣고 곧바로 남행 열차로 서울에 도착하니 8월 25일이었다.
오광선은 이기붕(李起鵬)을 통역으로 하여 동년 9월 하순 미(美) 점령군사령관 하지 중장을 만나 회담하고 중국에 있는 임시 정부와 광복군과 긴급 정보 교환을 하겠으니 군용기를 내어달라고 해서 허락을 받았다. 여의도 비행장을 떠나 상해(上海)에 도착, 김구(金九) 주석, 이청천 장군과의 감격적인 상봉이 이루어졌다. 임정(臨政)은 국제적인 관계로 정부 명칭으로 입국할 수 없게 되었으며 후일 개인 자격으로 귀국하게 되었다. 1주일간 상해 체류를 마쳐 귀국, 하지 중장에게 광복군의 입국 문제와 국군으로 승계해 줄 것을 요청했으나 하지 중장은 이 문제는 자기의 소관 문제가 아니라 극동군사령관 맥아더 장군의 결정 문제라는 것이었다.

#### 국내에서의 활동
오광선은 서울 동대문 숭인동에 광복군 국내지대(國內支隊) 본부를 마련하여 조직에 착수, 부지대장에는 일본 육사 제27기생인 장석윤(張錫倫)을 맞이하고 소장(少壯) 간부로는 일본군 출신들인 최경록(崔慶祿), 강문봉(姜文奉), 김영환(金英煥), 장창국(張昌國), 안광수(安光銖), 이영순(李永純) 등을 참여시켜 조직 확대와 치안 유지 등에 걸쳐 활약한 바 있다. 이들 소장 간부들은 후일 미 군정의 구상한 군사영어학교를 거쳐 국방경비대의 창설에 참여, 국군의 장성들로서 국방 업무에 기여한 바가 컸다. 오광선은 늦게나마 한국군 육군 대령으로 임관되어 1952년 2월 제주도병사구사령관으로 임명, 이 때에 제주에 피난을 와서 제주농고의 강사로 재임하던 은사 장지영(張志瑛：연세대학 교수) 선생을 만나 중국 망명 당시의 옛 추억담을 되살렸다. 그는 전주지구위수사령관을 8년 동안 지낸 후 준장으로 예편하였다. 정부에서는 그의 공로를 인정하여 1962년에 건국훈장 국민장을 수여하였다.

### 독립운동가 부부 선정[5]

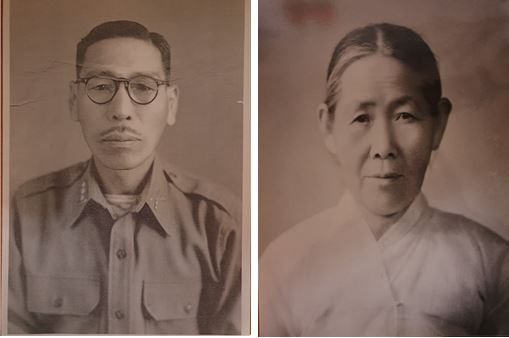
오광선, 정현숙 선생

국가보훈처(처장 박삼득)는 광복회, 독립기념관과 공동으로 오광선(1896.5.14~1967.5.3) 정현숙(1900.3.13~1992.8.1) 부부를 2020년 4월의 독립운동가로 선정하였다고 밝혔다. 정현숙 여사는 1919년 남편을 따라 만주로 망명하여 화전을 일구며, 남의 집 일을 해주고 받은 품삯으로 생활하는 어려움 속에서도 독립군의 뒷바라지에 헌신하여 ‘만주의 어머니’로 불리었다. 부부의 두 딸 오희영, 오희옥 선생(애국지사) 역시 1939년 2월 조직된 한국광복진선청년공작대에 가담하여 선전활동에 참여한 것은 물론, 광복군에 입대해 초모(招募)공작 등에 활약하였으며 사위(오희영의 남편 신송식)까지 독립운동에 투신한 독립운동가 가문이다.정부에서는 두 분의 공훈을 기리어 오광선 선생에게는 1962년 독립장을 수여하였고, 정현숙 선생에게는 1995년 애족장을 추서하였다.

1913년 12월 백부의 권유에 따라 용인 이동면 화산리 출신인 정현수과 결혼했다. 정현숙은 오광선과의 신혼산림에 대해 다음과 같이 묘사하였다. 
남의 땅에다 농사를 지어먹고 살았으니 언제나 쪼들릴 수 밖에 없었어요. 시아버님께서 포수 일을 하시면서 간간이 살림을 보태주셨지요. 나는 그때부터 일복을 타고 났다고나 할까? 농한기에도 다른 집일을 하면서 살림을 꾸려 갔었지요. 워낙 힘이 꿋꿋해서 여자지만 남자 이상의 일을 했거든요.— '광복군 따라 대륙유량 30년' <주간여성>(1974년)

## 학력
- 1907년 4월경 삼악학교 소학과를 졸업
- 1911년 삼악학교의 고등과에 들어가 1913년 3월 졸업
- 중국의 군관학교에 입학
- 하북성에 위치한 보정군관학교에 입학
- 신흥무관학교 1918년 12월 졸업

## 가족 관계
- 아버지: 오인수 (1867년 ~ 1935년)
- 어머니: 이남천
- 배우자: 정현숙(이명 정정산, 1900년 3월 13일 ~ 1992년 8월 1일)
  - 장녀: 오희영 (1924년 4월 23일 ~ 1969년 2월 17일)
  - 차녀: 오희옥 (1926년 5월 7일 ~ 2024년 11월 17일)
  - 아들: 오영걸 (? ~ ?)

## 같이 보기
- 건국훈장 독립장 수훈자 목록
- 대한민국 독립유공자
- 한국독립당
- 광복군
- 대한민국임시정부
- 동학농민운동
- 6.25전쟁

## 참고 문헌
- 『독립운동사』 4·5·6·7 (독립운동사편찬위원회,1972∼1975)
- 『독립운동사자료집』 10 (독립군 관계 재판 기록)
- 김승학 (1965). 《한국독립사》. 독립문화사.
- 신재홍 (1980). 《독립군의 전투 (민족운동총서 4)》. 민족문화협회.
- '광복군 따라 대륙유량 30년' 「주간여성」(1974년)
- 김명섭 (2015년 2월 10일). 《한국사가 기억해야 할 용인의 근대 역사인물》. 노스보스. ISBN 978-89-709253-2-5.
- 오희옥, 강지예 (2017년 8월 15일). 《(평범한 위인전) 여성독립운동가 오희옥을 담다》. ST·END BOOK.